# Нуево-Бастан
Нуево-Бастан (ісп. Nuevo Baztán) — муніципалітет в Іспанії, у складі автономної спільноти Мадрид. Населення — 6286 осіб (2010).
Муніципалітет розташований на відстані близько 39 км на схід від Мадрида.
На території муніципалітету розташовані такі населені пункти: (дані про населення за 2010 рік)
- Ель-Мірадор-де-Бастан: 122 особи
- Монте-Асеведо: 234 особи
- Нуево-Бастан: 337 осіб
- Еуровільяс-Лас-Вільяс: 5593 особи

## Демографія
Динаміка населення (INE ):

## Галерея зображень

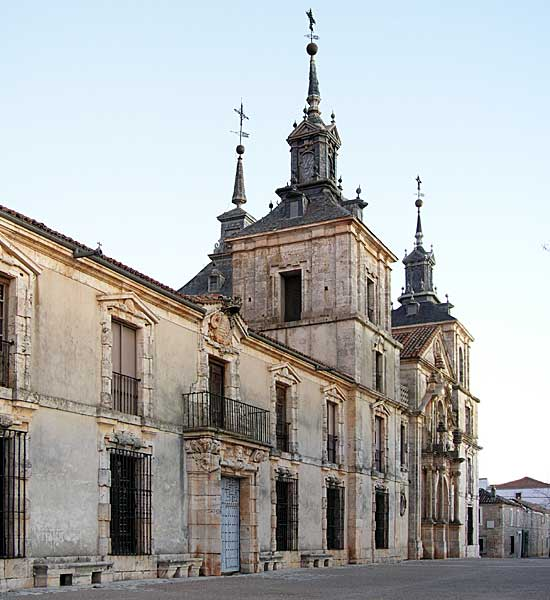
Палац Гоєнече, побудований у 1709-1713